# Branis
Branis là một đô thị thuộc tỉnh Biskra, Algérie. Dân số thời điểm năm 2002 là 4.976 người.